# Autobusna linija br. 139 u Zagrebu
Linija 139 (Reljkovićeva – Jelenovac – Jelkovićeva) dnevna je autobusna linija u Zagrebu. Uvedena je 19. studenoga 2007. godine.
Prometuje kao kružna linija na trasi: Reljkovićeva → Ilica → Vinogradska cesta → Ulica Ivana Kosirnika → Jelenovac → Ulica dr. Ante Šercera → Šercerov prečac → Ulica dr. Ante Šercera → Ulica Ivana Kosirnika → Vinogradska cesta → Ilica → Ulica Gjure Čanića → Trg Francuske Republike → Reljkovićeva
Povezuje Park-šumu Jelenovac s terminalom Reljkovićeva gdje se ostvaruje presjedanje na tramvaj.

## Vanjske poveznice
- Vozni red linije 139

1. ↑  Datoteke u GTFS formatu. zet.hr. Pristupljeno 5. lipnja 2025. - Sadrži informacije tijela javne vlasti u skladu s Otvorenom dozvolom
2. ↑  Nova autobusna linija: U zelenu oazu busom 139. Autobusi.org. 9. veljače 2019. Pristupljeno 20. lipnja 2025.